# Ermita del Crist del Calvari de Borriol
L'ermita del Calvari, a Borriol, a la comarca valenciana de la Plana Alta, és un lloc de culte declarat de manera genèrica Bé de Rellevància Local, en la categoria de Monument d'interès local, segons la Disposició Addicional Cinquena de la Llei 5/2007, de 9 de febrer, de la Generalitat, de modificació de la Llei 4/1998, d'11 de juny, del Patrimoni Cultural Valencià (DOCV Núm. 5.449 / 13/02/2007), amb codi autonòmic 12.05.031-003.

## Descripció
La ubicació de l'ermita és privilegiada, ja que en situar-se en el cim del monticle per on discorre el viacrucis, les vistes de la zona són espectaculars. Aquest viacrucis puja en ziga-zaga la costa, acompanyat per xiprers que custodien les estacions.
Malgrat que es va iniciar la construcció d'una ermita ja al segle xvii, en concret al voltant de 1684 gràcies a Pedro Boïl, Senyor de Borriol, aquest edifici va necessitar ser totalment restaurat i reedificat, per la qual cosa es considera que realment l'ermita data del segle xix, i que ha conservat tot la seua esplendor fins als nostres dies.
És un edifici de dimensions intermèdies, amb planta rectangular i sostre a dues aigües. La seua construcció va haver de tenir en compte els desnivells deguts a la ubicació que tenia. Per vèncer aquests problemes arquitectònics es van construir una plaça abalconada, decorada amb tres grans creus de pedra i en la part superior es va edificar l'ermita a l'interior de la qual s'accedeix pujant una escalinata.
La façana de l'ermita presenta un alt sòcol que emmarca la porta rectangular, que es troba al centre de l'eix de simetria i a banda i banda presenta sengles obertures amb reixes. En la part superior de l'obertura de la dreta s'observa un retaule ceràmic amb la Passió de Crist. La façana es remata amb un frontó mixtilíni, que es decora amb pilastres i una espadanya acabada en teulada i que té una campana de 35 centímetres de diàmetre i un però d'uns 25 quilograms, datada en 1959, obra del fonedor Salvador Manclús de València. Al centre del frontó un petit óculo que presenta decoració ceràmica formant una creu.
L'ermita és l'escenari del final de l'escenificació de la Passió de Crist que duen a terme els habitants de Borriol, amb el nom de "Nova Jerusalem", durant les celebracions de la Setmana Santa.